# Adam Sandler-filmográfia
Adam Sandler amerikai színész, forgatókönyvíró és producer.
Pályafutása során több mint hatvan filmben, nagyrészt vígjátékokban szerepelt, de a drámaibb műfajokban is kipróbálta magát. Számos vígjátékot, köztük az általa főszereplőként jegyzett filmjeit is a Happy Madison Productions elnevezésű, 1999-ben megalapított produkciós cégével készítette el.
Leggyakoribb magyar szinkronhangja Csőre Gábor.

## Filmográfia

### Film

#### Producer és író
| Év   | Magyar cím                                          | Eredeti cím                              | Feladatkör | Feladatkör |
| Év   | Magyar cím                                          | Eredeti cím                              | Producer   | Író        |
| ---- | --------------------------------------------------- | ---------------------------------------- | ---------- | ---------- |
| 1989 | Furcsa fickók a fedélzeten                          | Going Overboard                          | Nem        | Igen       |
| 1995 | Billy Madison – A dilidiák                          | Billy Madison                            | Nem        | Igen       |
| 1996 | Happy, a flúgos golfos                              | Happy Gilmore                            | Nem        | Igen       |
| 1998 | A vizesnyolcas                                      | The Waterboy                             | Vezető     | Igen       |
| 1999 | Apafej                                              | Big Daddy                                | Vezető     | Igen       |
| 1999 | Tök alsó                                            | Deuce Bigalow: Male Gigolo               | Vezető     | Nem        |
| 2000 | Sátánka – Pokoli poronty                            | Little Nicky                             | Vezető     | Igen       |
| 2001 | Kismocsok                                           | Joe Dirt                                 | Vezető     | Nem        |
| 2001 | Tök állat                                           | The Animal                               | Vezető     | Nem        |
| 2002 | A kismenő                                           | Mr. Deeds                                | Vezető     | Nem        |
| 2002 | Az álcázás mestere                                  | The Master of Disguise                   | Vezető     | Nem        |
| 2002 | 8 őrült éjszaka                                     | Eight Crazy Nights                       | Igen       | Igen       |
| 2002 | Tökös csaj                                          | The Hot Chick                            | Vezető     | Nem        |
| 2003 | Pauly Shore halott                                  | Pauly Shore Is Dead                      | Igen       | Nem        |
| 2003 | Ki nevel a végén?                                   | Anger Management                         | Vezető     | Nem        |
| 2003 | Kis nagy színész                                    | Dickie Roberts: Former Child Star        | Igen       | Nem        |
| 2005 | Csontdaráló                                         | The Longest Yard                         | Vezető     | Nem        |
| 2005 | Tök alsó 2. – Európai turné                         | Deuce Bigalow: European Gigolo           | Igen       | Nem        |
| 2006 | A nagyi szeme fénye                                 | Grandma's Boy                            | Vezető     | Nem        |
| 2006 | Lúzer SC                                            | The Benchwarmers                         | Igen       | Nem        |
| 2006 | Távkapcs                                            | Click                                    | Igen       | Nem        |
| 2007 | Férj és férj                                        | I Now Pronounce You Chuck and Larry      | Igen       | Nem        |
| 2008 | Vadbarmok                                           | Strange Wilderness                       | Vezető     | Nem        |
| 2008 | Ne szórakozz Zohannal!                              | You Don't Mess with the Zohan            | Igen       | Igen       |
| 2008 | A házinyuszi                                        | The House Bunny                          | Igen       | Nem        |
| 2008 | Esti mesék                                          | Bedtime Stories                          | Igen       | Igen       |
| 2009 | A pláza ásza                                        | Paul Blart: Mall Cop                     | Igen       | Nem        |
| 2010 | Nagyfiúk                                            | Grown Ups                                | Igen       | Igen       |
| 2011 | Kellékfeleség                                       | Just Go with It                          | Igen       | Nem        |
| 2011 | A gondozoo                                          | Zookeeper                                | Igen       | Nem        |
| 2011 | Bucky Larson: Született filmcsillag                 | Bucky Larson: Born to Be a Star          | Igen       | Igen       |
| 2011 | Jack és Jill                                        | Jack and Jill                            | Igen       | Igen       |
| 2012 | Apa ég!                                             | That's My Boy                            | Igen       | Nem        |
| 2012 | Hotel Transylvania – Ahol a szörnyek lazulnak       | Hotel Transylvania                       | Vezető     | Nem        |
| 2012 | A maflás                                            | Here Comes the Boom                      | Vezető     | Nem        |
| 2013 | Nagyfiúk 2.                                         | Grown Ups 2                              | Igen       | Igen       |
| 2014 | Kavarás                                             | Blended                                  | Igen       | Nem        |
| 2015 | A pláza ásza Vegasban                               | Paul Blart: Mall Cop 2                   | Igen       | Nem        |
| 2015 | Pixel                                               | Pixels                                   | Igen       | Nem        |
| 2015 | Hotel Transylvania 2. – Ahol még mindig szörnyen jó | Hotel Transylvania 2                     | Vezető     | Igen       |
| 2015 | Nevetséges hatos                                    | The Ridiculous 6                         | Igen       | Igen       |
| 2016 | Az újrakezdés                                       | The Do-Over                              | Igen       | Nem        |
| 2017 | Sandy Wexler                                        | Sandy Wexler                             | Igen       | Igen       |
| 2018 |                                                     | The Week Of                              | Igen       | Igen       |
| 2018 |                                                     | Adam Sandler 100% Fresh (stand-up film)  | Igen       | Igen       |
| 2019 | Gyagyás gyilkosság                                  | Murder Mystery                           | Igen       | Nem        |
| 2020 | A másik Missy                                       | The Wrong Missy                          | Igen       | Nem        |
| 2020 | Hubie, a halloween hőse                             | Hubie Halloween                          | Igen       | Igen       |
| 2022 | A hazai csapat                                      | Home Team                                | Igen       | Nem        |
| 2022 | Mindent egy lapra                                   | Hustle                                   | Igen       | Nem        |
| 2023 | Gyagyás gyilkosság 2.                               | Murder Mystery 2                         | Igen       | Nem        |
| 2023 | Szélhámos rokonok                                   | The Out-Laws                             | Igen       | Nem        |
| 2023 | Ne merészelj eljönni a bát micvámra                 | You Are So Not Invited To My Bat Mitzvah | Igen       | Nem        |
| 2023 | Leó                                                 | Leo                                      | Igen       | Igen       |
| 2025 | Majdnem terhes                                      | Kinda Pregnant                           | Igen       | Nem        |
| 2025 | Happy, a flúgos golfos 2.                           | Happy Gilmore 2                          | Igen       | Igen       |

#### Színész
| Év                        | Magyar cím                                          | Eredeti cím                               | Szerep                                                             | Magyar hang     |
| ------------------------- | --------------------------------------------------- | ----------------------------------------- | ------------------------------------------------------------------ | --------------- |
| 1989                      | Furcsa fickók a fedélzeten                          | Going Overboard                           | Schecky Moskowitz                                                  | Csőre Gábor     |
| 1991                      | Bohóc-sztori                                        | Shakes the Clown                          | Dink, a bohóc                                                      |                 |
| 1993                      | Csúcsfejek                                          | Coneheads                                 | Carmine Weiner                                                     | Széles László   |
| 1994                      | Pancserock                                          | Airheads                                  | Pip                                                                | Szokol Péter    |
| 1994                      | Pancserock                                          | Airheads                                  | Pip                                                                | Csőre Gábor     |
| 1994                      | Segítség, karácsony!                                | Mixed Nuts                                | Louie                                                              | Lippai László   |
| 1995                      | Billy Madison – A dilidiák                          | Billy Madison                             | Billy Madison                                                      | Kaszás Gergő    |
| 1996                      | Happy, a flúgos golfos                              | Happy Gilmore                             | Happy Gilmore                                                      | Rudolf Péter    |
| 1996                      | Golyóálló                                           | Bulletproof                               | Archie Moses                                                       | Háda János      |
| 1996                      | Golyóálló                                           | Bulletproof                               | Archie Moses                                                       | Csőre Gábor     |
| 1998                      | Nászok ásza                                         | The Wedding Singer                        | Robbie Hart                                                        | Stohl András    |
| 1998                      | Bérbosszú Bt. – Megfizetünk, ha megfizetnek         | Dirty Work                                | Sátán (cameo)                                                      | Földi Tamás     |
| 1998                      | A vizesnyolcas                                      | The Waterboy                              | Robert "Bobby" Boucher, Jr.                                        | Csőre Gábor     |
| 1999                      | Apafej                                              | Big Daddy                                 | Sonny Koufax                                                       | Csőre Gábor     |
| 1999                      | Tök alsó                                            | Deuce Bigalow: Male Gigolo                | Robert Justin (cameo hangja)                                       |                 |
| 2000                      | Sátánka – Pokoli poronty                            | Little Nicky                              | Nicky                                                              | Csőre Gábor     |
| 2001                      | Tök állat                                           | The Animal                                | Townie (cameo)                                                     | Csőre Gábor     |
| 2002                      | Kótyagos szerelem                                   | Punch-Drunk Love                          | Barry Egan                                                         | Csőre Gábor     |
| 2002                      | A kismenő                                           | Mr. Deeds                                 | Mr. Longfellow Deeds                                               | Csőre Gábor     |
| 2002                      | 8 őrült éjszaka                                     | Eight Crazy Nights                        | Davey Stone / Whitey Duvall / Eleanor Duvall / rénszarvas (hangja) | Csőre Gábor     |
| 2002                      | Tökös csaj                                          | The Hot Chick                             | Mambuza Bongo srác (cameo)                                         | Csőre Gábor     |
| 2003                      | Pauly Shore halott                                  | Pauly Shore Is Dead                       | önmaga (cameo hangja)                                              |                 |
| 2003                      |                                                     | Couch (rövidfilm)                         | kanapé tesztelő srác                                               |                 |
| 2003                      | Ki nevel a végén?                                   | Anger Management                          | Dave Buznik                                                        | Csőre Gábor     |
| 2004                      | Az 50 első randi                                    | 50 First Dates                            | Henry Roth                                                         | Csőre Gábor     |
| 2004                      | Spangol – Magamat sem értem!                        | Spanglish                                 | John Clasky                                                        | Csőre Gábor     |
| 2005                      | Csontdaráló                                         | The Longest Yard                          | Paul Crewe                                                         | Csőre Gábor     |
| 2005                      | Tök alsó 2. – Európai turné                         | Deuce Bigalow: European Gigolo            | Javier Sandooski (cameo)                                           | Nem szólal meg  |
| 2006                      | Távkapcs                                            | Click                                     | Michael Newman                                                     | Csőre Gábor     |
| 2007                      | Üres város                                          | Reign Over Me                             | Charles "Charlie" Fineman                                          | Csőre Gábor     |
| 2007                      | Férj és férj                                        | I Now Pronounce You Chuck and Larry       | Charles "Chuck" Levine                                             | Csőre Gábor     |
| 2008                      | Ne szórakozz Zohannal!                              | You Don't Mess with the Zohan             | Zohan Dvir / Scrappy Coco                                          | Csőre Gábor     |
| 2008                      | Esti mesék                                          | Bedtime Stories                           | Skeeter Bronson                                                    | Csőre Gábor     |
| 2009                      | Ki nevet a végén?                                   | Funny People                              | George Simmons                                                     | Csőre Gábor     |
| 2010                      | Nagyfiúk                                            | Grown Ups                                 | Leonard "Lenny" Feder                                              | Csőre Gábor     |
| 2011                      | Kellékfeleség                                       | Just Go with It                           | Dr. Daniel "Danny" Maccabee                                        | Csőre Gábor     |
| 2011                      | A gondozoo                                          | Zookeeper                                 | Donald, a majom (hangja)                                           | Csőre Gábor     |
| 2011                      | Jack és Jill                                        | Jack and Jill                             | Jack Sadelstein / Jill Sadelstein                                  | Csőre Gábor     |
| 2012                      | Apa ég!                                             | That's My Boy                             | Donald "Donny" Berger                                              | Csőre Gábor     |
| 2012                      | Apa ég!                                             | That's My Boy                             | Donald "Donny" Berger                                              | Dányi Krisztián |
| 2012                      | Hotel Transylvania – Ahol a szörnyek lazulnak       | Hotel Transylvania                        | Drakula gróf (hangja)                                              | Csőre Gábor     |
| 2013                      | Nagyfiúk 2.                                         | Grown Ups 2                               | Leonard "Lenny" Feder                                              | Csőre Gábor     |
| 2014                      | Kavarás                                             | Blended                                   | Jim Friedman                                                       | Csőre Gábor     |
| 2014                      | Az öt kedvenc                                       | Top Five                                  | önmaga (cameo)                                                     | Csőre Gábor     |
| 2014                      | Férfiak, nők és gyerekek                            | Men, Women & Children                     | Don Truby                                                          | Csőre Gábor     |
| 2014                      | A cipőbűvölő                                        | The Cobbler                               | Max Simkin                                                         | Csőre Gábor     |
| 2015                      | Pixel                                               | Pixels                                    | Sam Brenner                                                        | Csőre Gábor     |
| 2015                      |                                                     | I Am Chris Farley (dokumentumfilm)        | önmaga                                                             |                 |
| 2015                      | Hotel Transylvania 2. – Ahol még mindig szörnyen jó | Hotel Transylvania 2                      | Dracula gróf (hangja)                                              | Csőre Gábor     |
| 2015                      | Nevetséges hatos                                    | The Ridiculous 6                          | Tommy "Fehér bicska" Stockburn                                     |                 |
| 2016                      | Az újrakezdés                                       | The Do-Over                               | Max Kessler                                                        |                 |
| 2017                      | Sandy Wexler                                        | Sandy Wexler                              | Sandy Wexler                                                       |                 |
| 2017                      | A Meyerowitz-történetek                             | The Meyerowitz Stories (New and Selected) | Danny Meyerowitz                                                   |                 |
| 2017                      | Hotel Transylvania – Kutyus!                        | Puppy! (rövidfilm)                        | Drakula gróf (hangja)                                              | Csőre Gábor     |
| 2018                      |                                                     | The Week Of                               | Kenny Lustig                                                       |                 |
| 2018                      | Hotel Transylvania 3. – Szörnyen rémes vakáció      | Hotel Transylvania 3: Summer Vacation     | Drakula gróf (hangja)                                              | Csőre Gábor     |
| 2018                      |                                                     | Adam Sandler 100% Fresh (stand-up film)   | önmaga                                                             |                 |
| 2019                      | Gyagyás gyilkosság                                  | Murder Mystery                            | Nick Spitz                                                         | Csőre Gábor     |
| 2019                      | Csiszolatlan gyémánt                                | Uncut Gems                                | Howard Ratner                                                      | Csőre Gábor     |
| 2020                      | Hubie, a halloween hőse                             | Hubie Halloween                           | Hubie Dubois                                                       | Csőre Gábor     |
| 2022                      | Mindent egy lapra                                   | Hustle                                    | Stanley Beren                                                      | Csőre Gábor     |
| 2023                      | Gyagyás gyilkosság 2.                               | Murder Mystery 2                          | Nick Spitz                                                         | Csőre Gábor     |
| 2023                      | Ne merészelj eljönni a bát micvámra                 | You Are So Not Invited To My Bat Mitzvah  | Danny Friedman                                                     | Csőre Gábor     |
| 2023                      | Leó                                                 | Leo                                       | Leó (hangja)                                                       | Csankó Zoltán   |
| 2024                      | Az űrhajós                                          | Spaceman                                  | Jakub Prochãzka                                                    | Csőre Gábor     |
| 2025                      |                                                     |                                           |                                                                    |                 |
|                           | Jay Kelly                                           | Ron                                       |                                                                    |                 |
| Happy, a flúgos golfos 2. | Happy Gilmore 2                                     | Happy Gilmore                             | Csőre Gábor                                                        |                 |

### Televízió
| Év        | Magyar cím                     | Eredeti cím                    | Szerep                     | Megjegyzések         |
| --------- | ------------------------------ | ------------------------------ | -------------------------- | -------------------- |
| 1987–1988 | Cosby                          | The Cosby Show                 | Smitty                     | 4 epizód             |
| 1987–1990 |                                | Remote Control                 | több szerep                | televíziós vetélkedő |
| 1990      |                                | The Marshall Chronicles        | Usher                      | 1 epizód             |
| 1990      |                                | ABC Afterschool Special        | drogdíler                  | 1 epizód             |
| 1990–2025 | Saturday Night Live            | Saturday Night Live            | házigazda / egyéb szerepek |                      |
| 1993      |                                | The Larry Sanders Show         | önmaga                     | 1 epizód             |
| 2001      |                                | Undeclared                     | önmaga                     | 1 epizód             |
| 2007      | Férjek gyöngye                 | The King of Queens             | Jeff "The Beast" Sussman   | 1 epizód             |
| 2007–2013 | Egy kapcsolat szabályai        | Rules of Engagement            | nem szerepel               | vezető producer      |
| 2009      | Szezám utca                    | Sesame Street                  | önmaga                     | 2 epizód             |
| 2013      | Jessie                         | Jessie                         | önmaga                     | 1 epizód             |
| 2014      | Brooklyn 99 – Nemszázas körzet | Brooklyn Nine-Nine             | önmaga                     | 1 epizód             |
| 2016–2018 | Lazíts, Kevin!                 | Kevin Can Wait                 | Jimmy Lander               | 2 epizód             |
| 2017      |                                | Real Rob                       | Adam                       | 1 epizód             |
| 2020      |                                | Home Movie: The Princess Bride | nagypapa                   | 1 epizód             |

## Fordítás
- Ez a szócikk részben vagy egészben  az   Adam Sandler-filmography című angol Wikipédia-szócikk fordításán alapul.  Az eredeti cikk szerkesztőit annak laptörténete sorolja fel. Ez a jelzés csupán a megfogalmazás eredetét és a szerzői jogokat jelzi, nem szolgál a cikkben szereplő információk forrásmegjelöléseként.